# Fabricius Miklós
Fabricius Miklós (17. század) evangélikus lelkész, költő.

## Élete
Trencsén megyéből származott; 1667-ig illavai rektor volt és 1668-ban ugyanott diakonus lett. Az 1674-ben a pozsonyi törvényszékhez megidéztetvén, ott megjelent, de bátorsága és hithűsége a halálos ítélet kimondásán hajótörést szenvedett, s félelmében aláirta a térítvényt, melyben, a hazában maradhatás feltétele mellett, hivataláról lemondott 1674. május 10.-én.

## Munkái
Lessus in Funere Spectabilis ac Magnificae Dominae Dn. Elisabethae Thököly de Kismark, Spectabilis ac Magnifici Domini Dn. Stephani Petroczy de Petrocz,… Consortis desiteratissimae, 22. Martij Anno 1662. placidissime vita functae… accomodatus, Trenchinij.
Latin verse van Fabó, Monumenta IV. 420. l.